# Marc Bober
Pour les articles homonymes, voir Bober.
Marc Bober, né à Vilvorde, le 10 juin 1944 , est un acteur belge néerlandophone.

## Biographie
Marc Bober suit une formation artistique au Studio Herman Teirlinck à Anvers.
En 1970, il était le metteur en scène de l'œuvre théâtrale L'entrée joyeuse du Christ à Bruxelles de Johan Boonen.
L'acteur est connu pour son interprétation de l'avocat Didier De Kunst dans la série télévisée de la fin des années 1990 Familie (nl).
De 1992 à 1995, sa voix typée est celle de « Das », un des personnages principaux de la série de dessins animés Beestenbos is boos (nl). De 2006 à 2009, il joue l'avocat de VDB Electronics. En 2001, il est le narrateur du documentaire La Esterella - Immer schijnen sur la chanteuse flamande La Esterella.

## Filmographie partielle
- 1971 : Mira de Fons Rademakers
- 1979 : Femme entre chien et loup d'André Delvaux : l'employé des postes
- 2002-2006 : Thuis : Willy (soap opera)